# Youssef Mokhtari
Pour les articles homonymes, voir Mokhtari.
Youssef Mokhtari est un ancien footballeur international marocain né le 5 mars 1979 à Beni Sidel (Province de Nador) au Maroc. Il possède également la nationalité allemande.

## Biographie
Natif de Nador, il grandit en Allemagne.

### Club

#### Allemagne
Youssef Mokhtari est l'un des footballeurs maroco-allemand qui ont bien su faire leur place au sein des championnats européens. Honnête, sincère et ambitieux, Mokhtari a su réaliser son rêve de devenir footballeur professionnel.
Grâce à sa patte gauche, Youssef Mokthari se montre souvent décisif. Malgré des problèmes avec son ex-club du FC Cologne, il a su se rattraper avec le MSV Duisburg. Durant la saison 2006-07, il a marqué 12 buts et délivré 9 passes décisives et grâce aux efforts de toute l'équipe, le club est remonté en première division.

#### France au Metz
En janvier 2010, il rejoint le FC Metz pour une saison et demie.
Il quitte le FC Metz en août 2010 après une résiliation à l'amiable de son contrat. Il joue actuellement pour le club de Wacker Burghausen.

### Sélection Nationale

#### Maroc
Youssef Mokhtari a joué un rôle essentiel lors de la CAN 2004 en Tunisie lorsque le Maroc est arrivé en finale, notamment en inscrivant un doublé en demi-finale contre le Mali (victoire 4-0). Buteur malheureux en finale face aux Aigles de Carthage d'une tête plongeante, le Maroc s'incline 2-1 à Radès.
Le 16 novembre 2007, lors d'un match amical contre l'équipe de France au Stade de France, il inscrit le second but Marocain sur une passe de Soufiane Alloudi (2-2).
Mokhtari a également participé à la CAN 2008 avec le Maroc.
| 1  | 10/09/2003 | Maroc - Trinité et Tobago | Marrakech  | 2 - 0 | Amical            | -- |
| 2  | 11/10/2003 | Tunisie - Maroc           | Tunis      | 0 - 0 | Amical            | -- |
| 3  | 15/11/2003 | Maroc – Burkina Faso      | Meknès     | 1 - 0 | Amical            | -- |
| 4  | 27/01/2004 | Nigeria - Maroc           | Monastir   | 0 - 1 | CAN 2004          | -- |
| 5  | 31/01/2004 | Bénin - Maroc             | Sfax       | 0 - 4 | CAN 2004          | 1  |
| 6  | 04/02/2004 | Afrique du sud - Maroc    | Sousse     | 1 - 1 | CAN 2004          | -- |
| 7  | 08/02/2004 | Algérie - Maroc           | Sfax       | 1 - 3 | ¼ Finale CAN 2004 | -- |
| 8  | 11/02/2004 | Mali - Maroc              | Sousse     | 0 - 4 | ½ Finale CAN 2004 | 2  |
| 9  | 14/02/2004 | Tunisie - Maroc           | Radès      | 2 - 1 | Finale CAN 2004   | 1  |
| 10 | 28/04/2004 | Maroc - Argentine         | Casablanca | 0 - 1 | Amical            | -- |
| 11 | 05/06/2004 | Malawi - Maroc            | Blantyre   | 1 - 1 | Elim. CM/CAN 2006 | -- |
| 12 | 03/07/2004 | Botswana - Maroc          | Gaborone   | 0 - 1 | Elim.CAN/CM 2006  | 1  |
| 13 | 04/09/2004 | Maroc - Tunisie           | Rabat      | 1 - 1 | Elim.CAN/CM 2006  | -- |
| 14 | 10/10/2004 | Guinée - Maroc            | Conakry    | 1 - 1 | Elim.CAN/CM 2006  | -- |
| 15 | 17/11/2004 | Maroc – Burkina           | Rabat      | 4 - 0 | Amical            | -- |
| 16 | 04/06/2005 | Maroc - Malawi            | Rabat      | 4 - 1 | Elim.CAN/CM 2006  | -- |
| 17 | 18/06/2005 | Kenya - Maroc             | Nairobi    | 0 - 0 | Elim.CAN/CM 2006  | -- |
| 18 | 03/09/2005 | Maroc – Botswana          | Rabat      | 1 - 0 | Elim.CAN/CM 2006  | -- |
| 19 | 16/11/2007 | France - Maroc            | St-Denis   | 2 - 2 | Amical            | 1  |
| 20 | 21/11/2007 | Sénégal - Maroc           | Créteil    | 0 - 3 | Amical            | 1  |
| 21 | 12/01/2008 | Maroc - Zambie            | Fès        | 2 - 0 | Amical            | -- |
| 22 | 16/01/2008 | Maroc - Angola            | Rabat      | 2 - 1 | Amical            | -- |
| 23 | 21/01/2008 | Maroc - Namibie           | Accra      | 5 - 1 | CAN 2008          | -- |
| -- | ---------- | ------------------------- | ---------- | ----- | ----------------- | -- |

## Carrière
- 1997 - 2000 :  FSV Francfort
- 2000 - 2002 :  Jahn Regensburg
- 2002 - 2004 :  Wacker Burghausen
- 2004 - 2005 :  Energie Cottbus
- 2005 - 2006 :  FC Cologne
- 2006 - 2008 :  MSV Duisbourg
- 2008 - 2008 :  Al Rayyan Club (Prêt)
- 2008 - 2009 :  FSV Francfort
- 2009 - 2010 :  SpVgg Greuther Fürth
- jan. 2010 - 2010 :  FC Metz[1]

## Palmarès

### Sélection nationale
Maroc
- Coupe d'Afrique des nations
  - Finaliste en 2004

## Décorations
- Officier de l'ordre du Trône — Le 14 février 2004, il est décoré officier de l'ordre du Wissam al-Arch[2] — ordre du Trône[3] — par le roi Mohammed VI au Palais royal de Rabat[4].